# A BFC Siófok 2014–2015-ös szezonja
A BFC Siófok 2014–2015-ös szezonja szócikk a BFC Siófok első számú férfi labdarúgócsapatának egy idényéről szól, mely sorozatban a 2. idénye a csapatnak a magyar másodosztályban. A csapat kerete a nyári szünet alatt fontos változásokon esett át. Eligazolt például az egyszeres bosnyák válogatott Jusuf Dajić, valamint a korábbi magyar válogatott hátvéd Tímár Krisztián.

## Az eddig lejátszott fordulók eredményei
2014.08.16.
Siófok – Szeged 2011 1–1
2014.08.23.
Siófok – Vasas 1–5
2014.08.30.
Siófok – Soroksár 0–4
2014.09.04.
Balmazújváros – Siófok 1–1
2014.09.13.
Siófok – Ceglédi VSE 2–2
2014.09.20.
Ajka – Siófok 2–2
2014.09.27.
Siófok – ZTE FC 2–2
2014.10.04.
Kaposvár – Siófok 1–3
2014.10.12.
Siófok – Csákvár 2–2
2014.10.18.
Békéscsaba Előre – Siófok 1–0

## Merkantil Bank NB 2 2014-2015
Tabella Állása: (Frissítve: 2014.10.23.)

| Helyezés | Csapat neve        | Lejátszott | Győzelem | Döntetlen | Vereség | Gólkülönbség | Pontok |
| -------- | ------------------ | ---------- | -------- | --------- | ------- | ------------ | ------ |
| 12.      | Soroksár SC        | 10         | 3        | 1         | 6       | -6           | 10     |
| 13.      | Aqvital FC Csákvár | 11         | 2        | 3         | 6       | -3           | 9      |
| 14.      | FGSZ Siófok        | 10         | 1        | 6         | 3       | -7           | 9      |
| 15.      | Ceglédi VSE        | 10         | 1        | 5         | 4       | -5           | 8      |
| 16.      | Balmazújváros      | 10         | 0        | 2         | 8       | -19          | 2      |

Otthoni statisztikák
| Lejátszott | Győzelmek | Döntetlen | Vereség | Gólkülönbség | Megszerezhető pontok | Szerzett pontok |
| ---------- | --------- | --------- | ------- | ------------ | -------------------- | --------------- |
| 6          | 0         | 4         | 2       | -8           | 18                   | 4               |

Idegenbeli statisztikák
| Lejátszott | Győzelmek | Döntetlen | Vereség | Gólkülönbség | Megszerezhető pontok | Szerzett pontok |
| ---------- | --------- | --------- | ------- | ------------ | -------------------- | --------------- |
| 4          | 1         | 2         | 1       | +1           | 12                   | 5               |

## Következő fordulók
2014.10.25.
Siófok – Sopron
2014.11.01.
Szolnoki MÁV FC – Siófok
2014.11.08.
Siófok – Mezőkövesd
2014.11.15.
Szigetszentmiklósi TK – Siófok
2014.11.22.
Siófok – Gyirmót
2014.02.21.
Szeged 2011 – Siófok
2014.02.28.
Vasas – Siófok
2014.03.07.
Soroksár – Siófok
2014.03.13.
Siófok – Balmazújváros
2014.03.21.
Ceglédi VSE – Siófok
2014.03.27.
Siófok – Ajka
2014.04.04.
ZTE FC – Siófok
2014.04.11.
Siófok – Kaposvár
2014.04.18.
Csákvár – Siófok
2014.04.25.
Siófok – Békéscsaba Előre
2014.05.02.
Sopron – Siófok
2014.05.09.
Siófok – Szolnoki MÁV FC
2014.05.16.
Mezőkövesd – Siófok
2014.05.23.
Siófok – Szigetszentmiklósi TK
2014.05.30.
Gyirmót – Siófok